# Trebor
Ne doit pas être confondu avec Robert de Ho.
Trebor (vers 1380-1409) est un musicien médiéval français que l'on identifie comme étant, Johan (ou Jehan, Jean) Robert ou  Johan Roubert (Trebor étant l'anagramme de Robert), ou Trebol, Triboll et qui est aussi confondu avec un nommé Borlet qui peut être un autre compositeur ou un autre nom désignant Trebor. On trouve les compositions de Trebor dans le codex Chantilly, qui sont rattachées au style de l'ars subtilior. Actif à la fin du XIVe siècle il fut au service de la cour d'Aragon et de Gaston Fébus et composa des pièces vocales polyphoniques.

## Compositions
Toutes ces compositions proviennent du manuscrit de Chantilly.
- En seumeillant m’avint une vision
- He, tres doulz roussignol joly attribué à Borlet
- Helas! pitie envers moy
- Passerose de beaute
- Quant joyne cuer
- Se Alixandre et Hector fussent en vie
- Se July Cesar, Rolant et roy Artus

## Discographie
- Ferrara ensemble, Balades A III Chans de Johan Robert « Trebor » & al label Arcana 32, 1995.
- Ferrara ensemble, Corps femenin. Arcana, 2010.